# Sân bay Katsina
Sân bay Katsina (IATA: DKA, ICAO: DNKT, LID TC: DN57) là một sân bay ở Katsina, Nigeria.

## Hãng hàng không và điểm đến
| Hãng hàng không | Các điểm đến |
| --------------- | ------------ |
| Max Air         | Abuja, Lagos |